# Travná hora

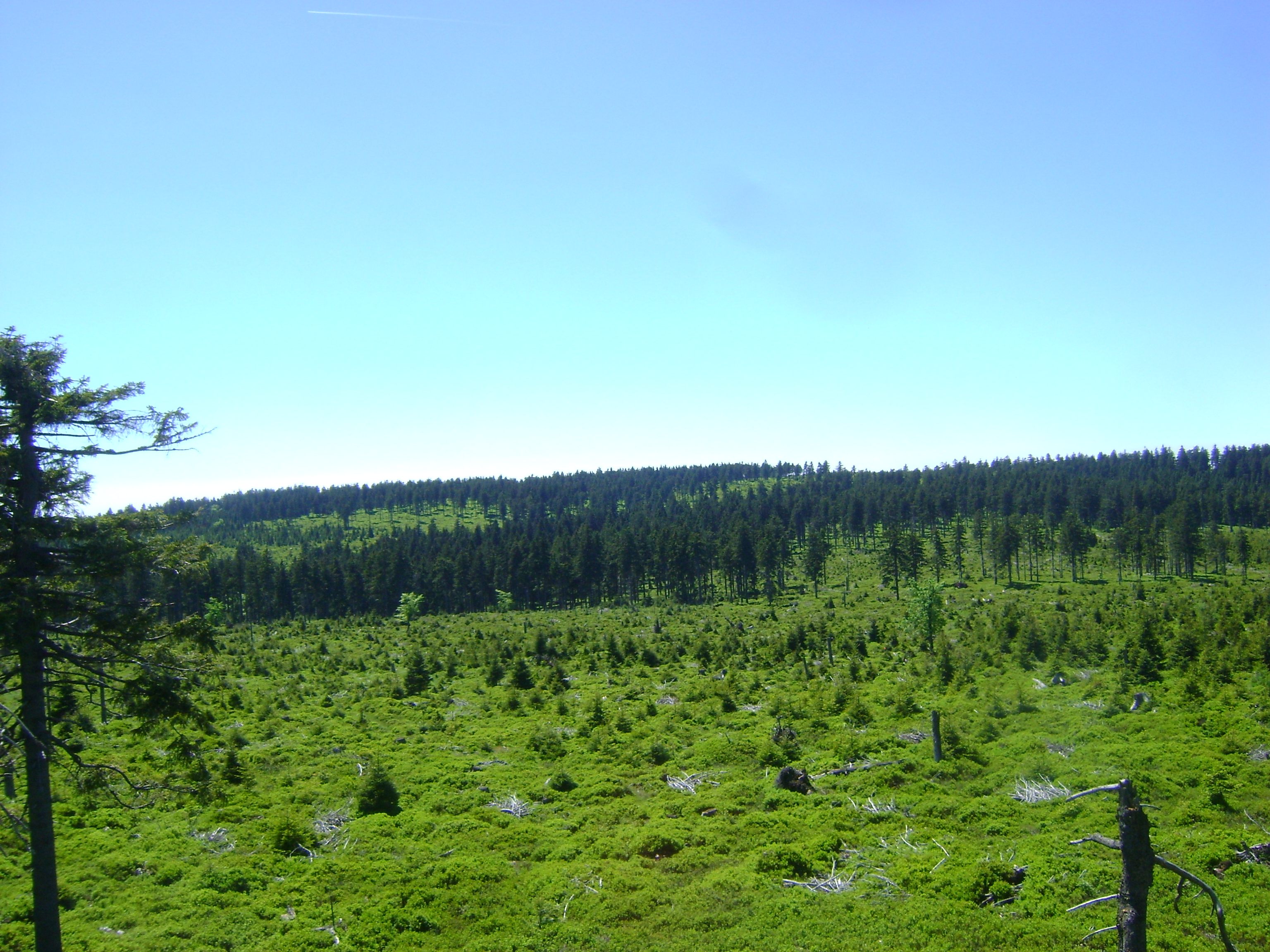
Widok na wzniesienie od strony północno-wschodniej z wzniesienia Brusek

 Travná hora (niem. Wiesen Berg) – wzniesienie o wysokości według różnych źródeł 1125 lub 1120 m n.p.m. w północno-wschodnich Czechach w Górach Bialskich (lub w Rychlebskich Horach) w Sudetach Wschodnich, w odległości około 100 m od granicy z Polską. Najwyższy punkt na granicy leży na wysokości 1119,15 m n.p.m.  jest jednocześnie najwyższym punktem polskich Gór Bialskich.

## Położenie
Wzniesienie, położone na granicy polsko-czeskiej, w południowo-wschodniej części Gór Bialskich w Sudetach Wschodnich, około 5,7 km, na południowy wschód od małej wioski Bielice.

## Fizjografia
Graniczne wzniesienie o zróżnicowanych zboczach i rozległym płaskim wierzchołku z trudnym do określenia w terenie szczycie. Północno-zachodnie zbocze położone jest na obszarze Śnieżnickiego Parku Krajobrazowego a najwyższy punkt wzniesienia położony jest na czeskiej stronie kilka metrów na wschód od granicy. Wznosi się w grzbiecie odchodzącym na południowy zachód od Smreka, położonego po czeskiej stronie. Wyrasta na krawędzi „worka bialskiego” minimalnie ponad wierzchowinę z prawie płaskiej grani granicznej między bliźniaczym wzniesieniem Postawna, wznoszącej się po południowo-zachodniej stronie na polskiej stronie i niewielką przełęczą Bielskie Siodło po północno-wschodniej. Stanowi boczną, południowo-zachodnią, spłaszczoną kulminacją rozległej wierzchowiny masywu Smreka. Wzniesienie ma postać wydłużonej kopuły o rozległej spłaszczonej powierzchni szczytowej o dość stromo opadających w większej odległości od szczytu zboczach: wschodnim, południowo-wschodnim i południowym, które schodzą w kierunku dolin położonych po czeskiej stronie. Zbocza: północno-wschodnie, północno-zachodnie i zachodnie prawie o niewidocznym spadku, niezauważalnie przechodzą w zbocza sąsiednich wzniesień. Zbocze północno-wschodnie przechodzi w zbocze wzniesienia Brusek, północno-zachodnie w zbocze bliźniaczego wzniesienia Postawna a zachodnie zbocze wąskim prawie płaskim pasem granicznego grzbietu minimalnie opada w stronę załamania granicy przechodząc w zbocze wzniesienia Palaš.

## Budowa geologiczna
Wzniesienie zbudowane ze skał metamorficznych, łupków łyszczykowych, kwarcytów i gnejsów gierałtowskich. Na wierzchowinie szczytowej znajduje się kilka niewielkich skałek zbudowanych z kwarcytów.

## Roślinność
Najbliższe otoczenie partii szczytowej zajmuje niewielka słabo zalesiona przestrzeń porośnięta górskimi trawami oraz borówką brusznicą i borówką czarną. Wierzchołek szczytu porastają skarłowaciałe szczątkowe resztki pierwotnego lasu świerkowego z domieszką jarzębiny, zbocza porośnięte w większości naturalnym lasem regla dolnego a w partiach szczytowych regla górnego.

## Inne
- Wzniesienie stanowi teren dziki i niecywilizowany, z rzadkimi gatunkami flory i fauny. Wzniesienie pod koniec XX wieku dotknęły zniszczenia wywołane katastrofą ekologiczną w Sudetach.

## Uwaga
- Wysokości wzniesień i przełęczy w rejonie Gór Bialskich i częściowo w Górach Złotych nie są dokładnie określone, materiały źródłowe oraz mapy podają  wysokości różnące się nawet o kilka metrów.

## Turystyka
Szczyt nie jest oznakowany i na szczyt nie prowadzi żaden znakowany szlak turystyczny
Poniżej szczytu po czeskiej stronie prowadzi szlak turystyczny
- zielony –szlak turystyczny prowadzący z czeskiej miejscowości Branná, przechodzi wschodnim zboczem w odległości około 500 metrów od wierzchołka.
- W pobliże szczytu dochodzi się wzdłuż granicy państwa, wąskim pasem pozbawionym drzew od strony Przełęczy u Trzech Granic, lub leśną ścieżką od strony czeskiej od zielonego i niebieski szlaku turystycznego.
- Szczyt położony jest na płaskim słabo zalesionym terenie i nie stanowi punktu widokowego.